# Aserrío de Gariché
Aserrío de Gariché is een deelgemeente (corregimiento) van de gemeente (distrito) Bugaba in de provincie Chiriquí in Panama. In 2015 was het inwoneraantal 11.800.